# No.1 (DISH//の曲)
「No.1」は、日本のダンスロックバンド・DISH//の楽曲。2021年5月26日に13作目のシングルとしてSony Recordsからリリースされた。

## 概要
- 前作『あたりまえ』から約3か月ぶりのリリース[注 1]。
- 当初は、2021年4月10日に本曲を配信限定シングルとしてリリースしていた[6]が、後に、2021年5月26日に本曲を表題曲としたCDシングルの発売が決定した[7]。
- CDは初回生産限定盤、通常盤、期間生産限定盤の3形態で発売。
- 表題曲「No.1」は、読売テレビ・日本テレビ系アニメ『僕のヒーローアカデミア』の第5期第1クールオープニングテーマである[8]。
  - 本曲は、確固たる決意が込められた歌詞と、ピアノおよびギターロックが融合した疾走感あふれるナンバーとなっている[6]。
  - 自身は、同アニメのテーマ曲を担当することについて、「続編をまだかまだかと待ち望んでいた僕らが、まさかオープニングテーマに携われるなんてとても嬉しいです」とコメントした[8]。
- 各形態には、カップリングとして新曲を1曲ずつと、自身のライブツアー『LIVE TOUR -DISH//- 2019～2020 PACIFICO YOKOHAMA』からライブ音源を1曲ずつ収録[7]。
- 表題曲とカップリングを全て収録した形態を、2021年5月19日に『No.1 -Special Edition-』として配信リリースされた[7][9]。
- 本作収録の新曲4曲のインストゥルメンタル音源を全て収録した形態を、2021年5月19日に『No.1 -Instrumentals』として配信リリースされた[7][9]。
- 初回生産限定盤と期間生産限定盤には、特典DVDを付属[7]。詳細は、本項「#特典DVD」を参照。
- 期間生産限定盤のジャケットには、アニメ本編で描かれている「雄英高校ヒーロー科1年A組vsB組対抗戦編」に登場するキャラクターが描かれ、緑谷出久や爆豪勝己をはじめとするA組チーム、物間寧人、拳藤一佳らB組チームと注目キャラの心操人使が“No.1”のポーズを決めている。イラストはアニメの制作スタジオであるボンズによって描き下ろされた[10]。

## 収録曲

### CD

#### 通常盤
1. No.1 - [3:50]
作詞：いしわたり淳治
作曲：遠藤直弥
編曲：akkin
  - 読売テレビ・日本テレビ系アニメ『僕のヒーローアカデミア』第5期第1クールオープニングテーマ
  - 2021年4月30日にMVが公開された。
2. 缶ビール - [3:23]
作詞・作曲・編曲：橘柊生
3. birds (Live from 『LIVE TOUR -DISH//- 2019～2020 PACIFICO YOKOHAMA』)
  - 1stアルバム『MAIN DISH』収録曲のライブ音源
4. No.1 -instrumental-
5. 猫 ～THE FIRST TAKE ver.～ -instrumental-

#### 初回生産限定盤
1. No.1
2. 宇宙船 - [4:07]
作詞：北村匠海
作曲・編曲：泉大智
3. 愛の導火線 (Live from 「LIVE TOUR -DISH//- 2019～2020 PACIFICO YOKOHAMA」)
  - 2ndアルバム『召し上がれのガトリング』収録曲のライブ音源
4. No.1 -instrumental-
5. バースデー -instrumental-

#### 期間生産限定盤
1. No.1
2. KICK-START - [4:14]
作詞・作曲・編曲：新井弘毅
3. 勝手にMY SOUL (Live from 「LIVE TOUR -DISH//- 2019～2020 PACIFICO YOKOHAMA」)
  - 11thシングルのライブ音源
4. No.1 -instrumental-
5. ルーザー -instrumental-
6. No.1 -アニメサイズ-

### 配信

#### No.1 -Special Edition-
1. No.1
2. 宇宙船
3. 缶ビール
4. KICK-START
5. 愛の導火線 (Live from 『LIVE TOUR -DISH//- 2019～2020 PACIFICO YOKOHAMA』)
6. birds (Live from 『LIVE TOUR -DISH//- 2019～2020 PACIFICO YOKOHAMA』)
7. 勝手にMY SOUL (Live from 『LIVE TOUR -DISH//- 2019～2020 PACIFICO YOKOHAMA』)

#### No.1 -Instrumentals-
1. No.1 -instrumental-
2. バースデー -instrumental-
3. 猫 ～THE FIRST TAKE ver.～ -instrumental-
4. ルーザー -instrumental-

### 特典DVD

#### 初回生産限定盤
| #  | タイトル                                 | 作詞 | 作曲・編曲 |
| -- | ---------------------------------------- | ---- | ---------- |
| 1. | 「「No.1」Music Video」                  |      |            |
| 2. | 「「あたりまえ」 Music Video」           |      |            |
| 3. | 「「ルーザー」 Music Video」             |      |            |
| 4. | 「「あたりまえ」 Making of Music Video」 |      |            |
| 5. | 「「ルーザー」 Making of Music Video」   |      |            |
| 6. | 「「No.1」 Making of Music Video」       |      |            |
| 7. | 「4thアルバム「X」クロスフェード」       |      |            |

#### 期間生産限定盤
| #  | タイトル                                                                       | 作詞 | 作曲・編曲 |
| -- | ------------------------------------------------------------------------------ | ---- | ---------- |
| 1. | 「「No.1」Music Video」                                                        |      |            |
| 2. | 「TVアニメ『僕のヒーローアカデミア』第5期 ノンクレジットオープニングムービー」 |      |            |
| 3. | 「4thアルバム「X」クロスフェード」                                             |      |            |